# Fever (Kylie Minogue-album)
 For alternative betydninger, se Fever. (Se også artikler, som begynder med Fever)
Fever er det ottende studiealbum af den australske sangerinde Kylie Minogue, udgivet i oktober 2001 i Europa af Parlophone og i februar 2002 i Nordamerika af Capitol Records. Efter udgivelsen nåede albummet førstepladsen i Australien, Østrig, Tyskland, Irland og Storbritannien.

## Udgivelse
Fever blev udgivet af Parlophone Records den 1. oktober 2001 i Australien, Storbritannien og andre europæiske lande. I USA blev albummet udgivet af Capitol Records den 26. februar 2002. I Australien nåede albummet førstepladsen på ARIA Charts og blev der i fem uger, bliver hendes højeste og længste album i landet. Albummet blev certificeret platin af Australian Recording Industry Association. I New Zealand nåede albummet nummer tre på den hitliste og blev der i en uge. Albummet blev certificeret to gange platin af Recording Industry Association of New Zealand.
I Storbritannien nåede albummet førstepladsen på UK Albums Chart, solgte over 1.9 million eksemplarer og blev certificeret fem gange platin af British Phonographic Industry. Albummet har solgt over 5 millioner eksemplarer på verdensplan, hvilket gør det Minogues bedst sælgende album nogensinde. Albummet nåede nummer tre på Billboard 200, og blev Minogues mest succesfulde album i USA. Albummet blev certificeret platin af Recording Industry Association of America. Det blev også Minogues bedst sælgende album i Australien, USA, Canada og Rusland, og hendes overordnede mest sælgende album.

## Albumcover
Der er tre forskellige versioner af albumcoveret. Den oprindelige version var Minogue iført hvide og holde en mikrofon. Denne version blev udgivet i Australien, Asien, Europa, Latinamerika og Canada. Da albummet blev senere udgivet i USA og genudgivet i nogle lande i Asien, blev albumcoveret ændret til et cover lignende af singlen "In Your Eyes". Albumcoveret for den særlige udgave svarer til den oprindelige version, men med Minogue iført en blå dragt i stedet.

## Singler
"Can't Get You Out of My Head" blev udgivet den 17. september 2001 i Europa og Australien. Singlen nåede førstepladsen i Australien, Irland og Storbritannien, og opholdt sig der i fire uger i hvert af de tre lande. Den nåede også toppen i over 40 lande. I 2002 blev sangen udgivet i USA.
"In Your Eyes" blev udgivet i februar 2002. Singlen nåede førstepladsen i Australien, Ungarn og Rumænien, nummer tre i Storbritannien, nummer seks i Irland og nummer elleve i Canada. Sangen blev ikke udgivet i USA.
"Love at First Sight" blev udgivet i juni 2002. Singlen nåede nummer to i Storbritannien og nummer tre i Australien. Sangen blev nomineret til en Grammy Award i 2003, efter at nåede førstepladsen i USA på Hot Dance Club Songs-hitliste.
"Come into My World" blev udgivet i november 2002. Singlen nåede nummer fire i Australien, nummer otte i Storbritannien og nummer elleve i Irland. Sangen vandt en Grammy Award i 2004 for "Best Dance Recording".

## Sporliste
| #   | Titel                          | Sangskriver(e)                                                                  | Producer            | Længde |
| --- | ------------------------------ | ------------------------------------------------------------------------------- | ------------------- | ------ |
| 1.  | "More More More"               | TommyD, Liz Winstanley                                                          | TommyD              | 4:40   |
| 2.  | "Love at First Sight"          | Kylie Minogue, Richard Stannard, Julian Gallagher, Ash Howes, Martin Harrington | Stannard, Gallagher | 3:57   |
| 3.  | "Can't Get You Out of My Head" | Cathy Dennis, Rob Davis                                                         | Dennis, Davis       | 3:49   |
| 4.  | "Fever"                        | Greg Fitzgerald, Tom Nichols                                                    | Fitzgerald          | 3:30   |
| 5.  | "Give It to Me"                | Minogue, Mark Picchiotti, Steve Anderson                                        | Picchiotti          | 2:48   |
| 6.  | "Fragile"                      | Davis                                                                           | Davis               | 3:44   |
| 7.  | "Come into My World"           | Dennis, Davis                                                                   | Dennis, Davis       | 4:30   |
| 8.  | "In Your Eyes"                 | Minogue, Stannard, Gallagher, Howes                                             | Stannard, Gallagher | 3:18   |
| 9.  | "Dancefloor"                   | Anderson, Dennis                                                                | Anderson            | 3:24   |
| 10. | "Love Affair"                  | Minogue, Stannard, Gallagher                                                    | Stannard, Gallagher | 3:47   |
| 11. | "Your Love"                    | Minogue, Pascal Gabriel, Statham                                                | Gabriel, Statham    | 3:47   |
| 12. | "Burning Up"                   | Fitzgerald, Nichols                                                             | Fitzgerald, Nichols | 3:59   |

## Medlemmer
| - Kylie Minogue – vokal, baggrundsvokal - Rob Davis – guitar, keyboard, tromleprogrammering, producer, lydtekniker - Greg Fitzgerald – guitar, keyboard, producer, programmering - Martin Harrington – guitar, keyboard, programmering, lydtekniker - Richard Stannard – guitar, baggrundsvokal, producer - Steve Anderson – keyboard, producer, programmering - Cathy Dennis – keyboard, baggrundsvokal, producer, lydtekniker - Julian Gallagher – keyboard, producer - Ash Howes – keyboard, programmering, miksing, lydtekniker - Steve Lewinson – basguitar - John Thirkell – fløjte, trompet - Gavyn Wright – strengeinstrumenter - Billie Godfrey – baggrundsvokal - Tommy D – producer, miksing - Pascal Gabriel – producer, miksing | - Tom Nichols – producer - Mark Picchiotti – producer, miksing - Paul Statham – producer - Anders Kallmark – programmering, lydtekniker - Phil Larsen – programmering, miksing, lydtekniker - Bruce Elliot Smith – programmering, miksing - Alvin Sweeney – programmering, lydtekniker - Adrian Bushby – miksing - Tom Carlisle – miksing - Tom Elmhirst – miksing - Tim Orford – miksing - Paul Wright – miksing, lydtekniker - William Baker – stylist - Vincent Peters – fotografi |

## Hitlister og certificeringer
| Hitliste (2001)                   | Placering |
| --------------------------------- | --------- |
| Australien (ARIA Charts)          | 1         |
| Østrig (Ö3 Austria Top 40)        | 1         |
| Belgien (Ultratop Flandern)       | 14        |
| Belgien (Ultratop Vallonien)      | 12        |
| Canada (Canadian Albums Chart)    | 10        |
| Danmark (IFPI Denmark)            | 4         |
| Nederlandene (MegaCharts)         | 7         |
| Finland (Suomen virallinen lista) | 20        |
| Frankrig (SNEP)                   | 21        |
| Tyskland (Media Control Charts)   | 1         |
| Ungarn (Mahasz)                   | 8         |
| Irland (Irish Albums Chart)       | 1         |
| Italien (FIMI)                    | 6         |
| Japan (Oricon)                    | 17        |
| New Zealand (Recorded Music NZ)   | 3         |
| Norge (VG-lista)                  | 4         |
| Polen (Polish Music Charts)       | 12        |
| Sverige (Sverigetopplistan)       | 10        |
| Schweiz (Schweizer Hitparade)     | 3         |
| Storbritannien (UK Albums Chart)  | 1         |
| USA (Billboard 200)               | 3         |

| Hitliste (2001)                  | Placering |
| -------------------------------- | --------- |
| Australien (ARIA Charts)         | 5         |
| Østrig (IFPI)                    | 24        |
| Sverige (Sverigetopplistan)      | 92        |
| Schweiz (Schweizer Hitparade)    | 18        |
| Storbritannien (UK Albums Chart) | 10        |
| Hitliste (2002)                  | Placering |
| Australien (ARIA Charts)         | 4         |
| Belgien (Ultratop Flandern)      | 67        |
| Belgien (Ultratop Vallonien)     | 64        |
| Frankrig (SNEP)                  | 55        |
| New Zealand (RIANZ)              | 30        |
| Storbritannien (UK Albums Chart) | 15        |
| USA (Billboard 200)              | 82        |
| Hitliste (2003)                  | Placering |
| Australien (ARIA Charts)         | 57        |

| Hitliste (2000–09)       | Placering |
| ------------------------ | --------- |
| Australien (ARIA Charts) | 13        |

| Land                       | Certificering |
| -------------------------- | ------------- |
| Australien (ARIA)          | 7× Platina    |
| Østrig (IFPI Austria)      | Platina       |
| Belgien (BEA)              | Guld          |
| Canada (Music Canada)      | 2× Platina    |
| Danmark (IFPI Denmark)     | Guld          |
| Frankrig (SNEP)            | Platina       |
| Tyskland (BVMI)            | Platina       |
| Grækenland (IFPI Greece)   | Guld          |
| Ungarn (Mahasz)            | Platina       |
| Nederlandene (NVPI)        | Guld          |
| New Zealand (RMNZ)         | 2× Platina    |
| Polen (ZPAV)               | Guld          |
| Rusland (NFPF)             | Diamant       |
| Sverige (GLF)              | Platina       |
| Schweiz (IFPI Switzerland) | 2× Platina    |
| Storbritannien (BPI)       | 5× Platina    |
| USA (RIAA)                 | Platina       |

## Udgivelsehistorie
| Land           | Dato             | Pladeselskab     |
| -------------- | ---------------- | ---------------- |
| Storbritannien | 1. oktober 2001  | Parlophone       |
| Australien     | 5. oktober 2001  | Mushroom Records |
| Tyskland       | 5. oktober 2001  | EMI              |
| USA            | 26. februar 2002 | Capitol Records  |
| Japan          | 9. maj 2002      | EMI Music Japan  |